# Lijst van rijksmonumenten in Joure
De plaats Joure (De Jouwer) telt 24 inschrijvingen in het rijksmonumentenregister, hieronder een overzicht.
| Object | Oorspronkelijke functie?  | Bouwjaar                                                                          | Architect        | Locatie                                       | Coördinaten?                  | Nr.?   | Afbeelding |
| --- | ------------------------- | --------------------------------------------------------------------------------- | ---------------- | --------------------------------------------- | ----------------------------- | ------ | --- |
| Boterstraatbrug | Brug                      |                                                                                   |                  | aan het einde van de Boterstraat over de Kolk | 52° 58' 12" NB, 5° 47' 42" OL | 18206  | Meer afbeeldingen                                                                                               |
| Kerktoren van Westermeer | Kerk en kerkonderdeel     | mog. 14e eeuw                                                                     |                  | Geert Knolweg 4                               | 52° 57' 48" NB, 5° 48' 12" OL | 18207  | Meer afbeeldingen                                                                                               |
| De Groene Molen | Industrie- en poldermolen | voor 1800 2008-'10 (rest.)                                                        |                  | Groene Dijk 7                                 | 52° 58' 26" NB, 5° 47' 11" OL | 18208  | Meer afbeeldingen                                                                                               |
| Hobbe van Baerdt Tsjerke Hervormde kerk en toren.                                                                                 | Kerk en kerkonderdeel     | 1628 (toren) 1644 (kerk) 1862 (verb. zuidbeuk) na 1939 (rest. interieur na brand) | A. Baart (rest.) | Midstraat 67                                  | 52° 58' 5" NB, 5° 47' 42" OL  | 20833  | Meer afbeeldingen                                                                                               |
| Voorm. raadhuis | Overheidsgebouw           | 1858 (gevel)                                                                      |                  | Midstraat 10                                  | 52° 58' 7" NB, 5° 47' 32" OL  | 20834  | Meer afbeeldingen                                                                                               |
| Vier traveeën breed pand met omlijste ingang en rechte kroonlijst met timpaan onder voor afgeschuind schilddak met topschoorsteen | Werk-woonhuis             | 1800-1850 (kern mog. ouder)                                                       |                  | Midstraat 32                                  | 52° 58' 6" NB, 5° 47' 37" OL  | 20835  | Meer afbeeldingen                                                                                               |
| Doopsgezinde kerk | Kerk en kerkonderdeel     | 1824                                                                              |                  | Midstraat 70                                  | 52° 58' 2" NB, 5° 47' 43" OL  | 20836  | Meer afbeeldingen                                                                                               |
| Mennohuis (doopsgezinde pastorie)                                                                                                 | Woonhuis                  | ca. 1860                                                                          |                  | Midstraat 72                                  | 52° 58' 3" NB, 5° 47' 44" OL  | 20837  | Meer afbeeldingen                                                                                               |
| Pand onder zadeldak tegen klokgevel met gebeeldhouwde lijsten en aanzetkrullen en beeldhouwwerk in de top                         | Werk-woonhuis             | 18e eeuw 1858 (herb.)                                                             |                  | Midstraat 73                                  | 52° 58' 5" NB, 5° 47' 43" OL  | 20838  | Meer afbeeldingen                                                                                               |
| Pand met hoge voorbouw, gepleisterde gevel en zware kroonlijst onder dwars schilddak met forse hoekschoorstenen                   | Werk-woonhuis             | 1850-1900                                                                         |                  | Midstraat 81                                  | 52° 58' 4" NB, 5° 47' 44" OL  | 20839  | Pand met hoge voorbouw, gepleisterde gevel en zware kroonlijst onder dwars schilddak met forse hoekschoorstenen |
| Pand onder zadeldak tegen klokgevel met gebeeldhouwde lijsten en aanzetkrullen en beeldhouwwerd in de top                         | Werk-woonhuis             | 18e eeuw                                                                          |                  | Midstraat 91                                  | 52° 58' 3" NB, 5° 47' 45" OL  | 20840  | Pand onder zadeldak tegen klokgevel met gebeeldhouwde lijsten en aanzetkrullen en beeldhouwwerd in de top       |
| Pand onder zadeldak tegen driezijdig met hout bekroonde klokgevel                                                                 | Werk-woonhuis             |                                                                                   |                  | Midstraat 98                                  | 52° 58' 0" NB, 5° 47' 48" OL  | 20841  | Pand onder zadeldak tegen driezijdig met hout bekroonde klokgevel                                               |
| Penninga's Molen | Industrie- en poldermolen | oorspr. 1692 1900 (plaatsing op huidige locatie) 1970-'72 (rest.) 2007 (herstel)  |                  | Molenweg 55                                   | 52° 58' 22" NB, 5° 47' 50" OL | 20842  | Meer afbeeldingen                                                                                               |
| Breed pand met zesruitsvensters onder voor afgeschuind zadeldak met topschoorsteen                                                | Woonhuis                  |                                                                                   |                  | 't Zand 4                                     | 52° 58' 13" NB, 5° 47' 34" OL | 20843  | Meer afbeeldingen                                                                                               |
| Pand met zesruitsvensters onder zadeldak tegen puntgevel met opzetstuk op de top                                                  | Woonhuis                  |                                                                                   |                  | 't Zand 6                                     | 52° 58' 13" NB, 5° 47' 36" OL | 20844  | Meer afbeeldingen                                                                                               |
| De Helling | Waterweg, werf en haven   |                                                                                   |                  | Zijl 19                                       | 52° 58' 15" NB, 5° 47' 29" OL | 20845  | Meer afbeeldingen                                                                                               |
| Voorm. geelgieterij Keverling, gieterij                                                                                           | Industrie                 | 1854                                                                              |                  | Geelgietersstraat 11                          | 52° 58' 6" NB, 5° 47' 50" OL  | 334027 | Meer afbeeldingen                                                                                               |
| Voorm. geelgieterij Keverling, ovengebouw en slijperij                                                                            | Nijverheid                | 1911                                                                              |                  | Geelgietersstraat 6                           | 52° 58' 5" NB, 5° 47' 53" OL  | 334035 | Meer afbeeldingen                                                                                               |
| Voorm. geelgieterij Keverling, "zaal voor daklozen"                                                                               | Nijverheid                | begin 20e eeuw                                                                    |                  | bij Geelgietersstraat 6                       | 52° 58' 5" NB, 5° 47' 53" OL  | 334042 | Geelgieterij 3 Voorm. geelgieterij Keverling, "zaal voor daklozen"                                              |
| Herenhuis in eclectische stijl met aangebouwd fabrieksgedeelte en kantoor (Douwe Egberts)                                         | Woonhuis                  | 1881 (herb. na brand)                                                             |                  | Midstraat 99                                  | 52° 58' 2" NB, 5° 47' 46" OL  | 514071 | Herenhuis in eclectische stijl met aangebouwd fabrieksgedeelte en kantoor (Douwe Egberts)                       |
| De Witte Os (Douwe Egberts) | Industrie                 | 1881 (herb. na brand)                                                             |                  | Midstraat 97                                  | 52° 58' 3" NB, 5° 47' 46" OL  | 514072 | Meer afbeeldingen                                                                                               |
| Pakhuis in ambachtelijk-traditionele stijl (Douwe Egberts) (Johannes Hesselhuis)                                                  | Industrie                 | 1898                                                                              | J.H. Borger      | Geelgietersstraat 1                           | 52° 58' 4" NB, 5° 47' 49" OL  | 514073 | Meer afbeeldingen                                                                                               |
| Buitenzorg | Woonhuis                  | ca. 1910                                                                          | G.J. Lanting     | Harddraversweg 29                             | 52° 58' 1" NB, 5° 47' 22" OL  | 514074 | Meer afbeeldingen                                                                                               |
| Postkantoor | Overheidsgebouw           | 1904                                                                              | C.H. Peters      | Midstraat 24-26                               | 52° 58' 7" NB, 5° 47' 36" OL  | 514075 | Meer afbeeldingen                                                                                               |